# Фролова, Кристина Вадимовна
Кристина Вадимовна Фролова (6 мая 1992) — российская футболистка, полузащитница.

## Биография
Дебютировала в высшей лиге России в 2010 году в составе клуба «УОР-Звезда» (Звенигород), сыграв за сезон 14 матчей. Первый матч провела 23 мая 2010 года против «Кубаночки». Позднее выступала в высшей лиге за клуб «Мордовочка», также играла за «Чайку» (Усмань).
С 2012 года выступала за команду «Дончанка» (Азов). В высшей лиге в её составе провела три сезона (2012/13, 2013, 2017), сыграв 43 матча и забив один гол. Автором своего первого гола в чемпионате России стала 8 октября 2017 года в игре с ЦСКА, однако результат матча позже был аннулирован. Также несколько лет выступала в первой лиге, становилась победительницей и призёром соревнований.
Сезон 2018 года провела в составе дебютанта высшей лиги московского «Локомотива», сыграла 13 матчей и забила один гол. По окончании сезона покинула команду и вернулась в «Дончанку». 7 февраля 2020 года подписала контракт с новообразованной командой «Зенит» из Санкт-Петербурга. В 2021 году перешла в «Ростов», где играла до конца сезона 2023 года.
В 2011 году выступала за молодёжную сборную России на турнире «Кубанская весна».